# Internacional Femenil Monterrey
L'Internacional Femenil Monterrey è un torneo professionistico di tennis giocato su campi in cemento. Fa parte dell'ITF Women's Circuit. Si gioca annualmente a Monterrey in Messico.

## Albo d'oro

### Singolare
| Anno | Campionessa   | Finalista      | Punteggio     |
| ---- | ------------- | -------------- | ------------- |
| 2013 | Adriana Pérez | Indy de Vroome | 4–6, 6–4, 6–3 |

### Doppio
| Anno | Campionesse                      | Finaliste                      | Punteggio |
| ---- | -------------------------------- | ------------------------------ | --------- |
| 2013 | Florencia Molinero Laura Pigossi | Indy de Vroome Lenka Wienerová | 7–5, 7–5  |